# Губы

1. Верхняя губа (Labium superius)
2. Нижняя губа (Labium inferius)
3. Спайка губ (Commissura labiorum)
4. Губной желобок (Philtrum)

Гу́бы рта (лат. labia oris) — это парные горизонтальные кожно-мышечные складки, окружающие вход в полость рта на лице человека и некоторых видов животных, — верхняя губа (labium superius) и нижняя губа (labium inferius). Служат для захвата и удержания пищи при её поступлении в рот, а также участвуют в выражении эмоций мимикой (улыбка, поцелуй, оскал и др.) и в звукопроизнесении (артикуляции среди звуков речи прежде всего губно-губных и губно-зубных согласных, а также огублённых гласных).
По аналогии с губами рта анатомы называют губами и некоторые другие парные структуры организма, и полные названия этих структур имеют в своём составе соответствующие уточнения. Так, среди наружных органов женской репродуктивной системы выделяют пару больших и пару малых половых губ.
В технике губами или губками называют продольные выступы на краях некоторых инструментов и приспособлений, служащие для захвата и удержания обрабатываемых деталей подобно тому, как губы рта служат для захвата пищи. Губками снабжаются тиски, плоскогубцы, круглогубцы.

## Строение
Наружная, видимая, поверхность губ покрыта кожей, переходящей в слизистый покров их задней поверхности, обращённой к зубам, — она покрыта слизистой оболочкой, гладкая, влажная и переходит в слизистый покров альвеолярных отростков — в поверхность дёсен.
В строении каждой губы различают три части: кожную, промежуточную и слизистую.
- кожная часть, pars cutanea, имеет строение кожи. Покрыта многослойным плоским ороговевающим эпителием, содержит сальные и потовые железы, а также волосы;
- промежуточная часть, pars intermedia, участок розового цвета, тоже имеет кожный покров, но роговой слой сохраняется только в наружной зоне, где он становится тонким и прозрачным. Место перехода кожи в слизистую оболочку — красная кайма — изобилует просвечивающими кровеносными сосудами, обусловливающими красный цвет края губы, и содержит большое количество нервных окончаний, благодаря чему красный край губы очень чувствителен.
- слизистая часть, pars mucosa, занимающая заднюю поверхность губ, покрыта многослойным плоским неороговевающим эпителием. Здесь открываются протоки слюнных губных желёз

Толщу губ образуют: преимущественно круговая мышца рта, рыхлая соединительная ткань, кожа и слизистая оболочка.
При переходе слизистой оболочки губ в дёсны образуются две срединные вертикальные складки, получившие название уздечки верхней губы и уздечки нижней губы.
Уздечка нижней губы (лат. frenulum labii inferioris) соединяет середину нижней губы с десной, уздечка верхней губы (лат. frenulum labii superioris) соединяет с десной середину верхней губы.
От щёк верхняя губа отделена носогубной складкой. Нижняя губа отграничивается от подбородка горизонтально идущей подбородочно-губной бороздой. У обоих углов рта имеются соединения той и другой губы посредством губных спаек.
В подслизистой ткани губ залегают в большом количестве слизистые губные железы, достигающие величины горошины; выводные протоки этих желёз открываются на поверхности слизистой части обеих губ.

### Иннервация
На губах в сто раз больше нервных окончаний, чем на кончиках пальцев.
Чувствительная иннервация обеспечивается ветвями тройничного нерва
- верхние губные ветви (rr. labiales superiores) подглазничного нерва ( — верхнечелюстной нерв — вторая ветвь тройничного нерва) иннервируют верхнюю губу, а также в значительной степени кожу лица от верхней губы до нижнего века, кроме области переносицы.
- щёчный нерв (n. buccalis) — ветвь нижнечелюстного нерва (n. mandibularis) (третья ветвь тройничного нерва);
- нижние губные ветви (rr. labiales inferiores) подбородочного нерва (n. mentalis), ветви нижнего альвеолярного нерва (n. alveolaris inferior) ( — нижнечелюстной нерв — тройничный нерв) иннервируют кожу и слизистую нижней губы, а также переднюю поверхность десны;

Двигательная иннервация
- щёчные ветви и краевая ветвь нижней челюсти околоушного сплетения (лицевой нерв).

### Кровоснабжение
лицевая артерия:
Верхняя и нижняя губные артерии, подбородочная артерия (аа. labiales, superior et inferior, mentalis).

## Эволюция

### Участие в приёме пищи
В орально-подготовительной стадии глотания участвуют мышцы губ, языка, жевательные мышцы и мышцы лица. Во время неё происходит сосание, откусывание, жевание, смешивание пищи со слюной, удержание пищевого комка (болюса) и жидкости во рту. Губы должны быть сомкнуты от момента попадания пищи в ротовую полость до окончания её прохождения через глотку. При их несмыкании изменяется внутриротовое давление, необходимое для плотного контакта щёк и губ с языком; возникает недостаточное сокращение языка в продольном и дорсальном направлениях, что мешает продвижению пищи к глотке. Губы удерживают пищу во рту, создавая воздухонепроницаемое уплотнение, предотвращающее вытекание жидкости из ротовой полости.

### Участие в мимике
Большая степень подвижности губ позволяет совершать движения, которые способствуют выражению эмоций, например улыбаться и хмуриться. Влияние языка во время артикуляции вызывает различную подвижность губ. Движения губ в основном зависят от самого языка, эмоционального состояния или выражения лица во время разговора.
Движение губ является результатом взаимодействия внутренней мускулатуры губ (круговая мышца рта) и множества прикрепляющихся к ней мимических мышц. Круговая мышца рта состоит из двух пучков мышечных волокон, которые сливаются в углах рта. Эта мышца вызывая сморщивание губ. Функцию сфинктера поддерживают сокращения глубокой щёчной мышцы щеки. Другими функциями губ являются приподнятие или опускание углов рта, каждая из которых обеспечивается мышцами. Именно наличие и расположение всех этих лицевых мышц позволяет использовать губы для выражения эмоций.

### Участие в звукопроизношении
Будучи последней преградой на пути выдыхаемого через ротовую полость воздуха, губы участвуют в образовании звуков речи и являются важной частью артикуляционного аппарата — органов речи человека.
В связи с большой подвижностью нижней челюсти относительно верхней нижняя губа относится к активным органам речи наряду с языком и мягким небом. Верхняя губа относится к пассивным органам речи из-за своей меньшей подвижности.
Через губы проходит поток воздуха при произнесении всех звуков речи, но наиболее важную роль они играют при произнесении губных согласных и огублённых гласных.
Согласные звуки образуются при преодолении потоком выдыхаемого воздуха преграды в ротовой полости. Согласные называются губными (лабиальными), если преградой служат губы.

#### Губные согласные
Губные согласные делятся на два разряда в соответствии с тем, какой орган служит пассивным в паре с активной нижней губой. Если преграду для воздуха образует контакт нижней губы с верхней губой, то образующиеся согласные звуки будут губно-губными (двугубными, билабиальными), а если нижняя губа касается верхних зубов, то губно-зубными (лабиодентальными).
К разряду двугубных согласных относятся носовой сонорный [м] и шумные звонкий [б] и глухой [п] (в русском языке как твёрдые (велярные), так и мягкие (палатальные)). Губно-зубные согласные представлены шумными [в] и [ф].

#### Огубленные гласные
При произнесении гласных губы могут как занимать нейтральное ненапряжённое положение, так и быть напряжены. Например для английского закрытого гласного [i:], характерно напряжённое растягивание губ в горизонтальной плоскости.
Однако к огублённым (лабиализованным) гласным относят те звуки человеческих языков, при произнесении которых губы округлены и в различной степени вытянуты вперёд. Во многих языках лабиализация служит одним из важных классифицирующих признаков гласных фонем. Такими гласными служат [о] с умеренной лабиализацией и [у] ([u]) с сильной. В русском языке огублённые гласные звуки соответствуют как буквам О и У, так и гласным компонентам произнесения йотированных гласных букв Ё и Ю. В ряде других языков огублённые гласные противопоставлены друг другу по степени открытости-закрытости (подъёма языка к нёбу): так во французском, немецком и турецком языках противопоставлены звуки [о] и [ö], [u] и [ü].

#### Лабиализация в потоке речи
Так как в потоке речи органы артикуляции связывают смежные звуки друг с другом, то даже не губные согласные приобретают в соседстве с лабиализованными гласными губной призвук, то есть лабиализуются. Результат этого обозначается в международной фонетической транскрипции кружком под символом согласного звука.

## Вопросы медицины и косметологии
Губы могут являться местом локализации ряда заболеваний и служить индикатором состояния других систем организма.
Из числа инфекционных заболеваний на губах проявляется герпес. Или воспаление губ — хейлит.
При нервном возбуждении губы могут дрожать. Нервное подёргивание губ может быть свидетельством нарушений в центральной и периферической нервных системах.
Посинение губ может происходить как от холода, так и при сердечной недостаточности.

## Уход за губами
Уход за губами служит как косметическим, так и гигиеническим целям. В косметических целях на губы наносят губную помаду, содержащую пигменты различной яркости и оттенков — обычно цвета, близкого к естественному для губ розовато-красному, чтобы усилить их заметность на лице женщины, так как губы составляют часть её привлекательности и используются для поцелуев.
Для борьбы с сухостью губ и их способным вызвать боль растрескиванием как мужчинами, так и женщинами могут использоваться гигиенические бальзамы и бесцветная помада для губ. Женская косметическая помада также содержит увлажняющие компоненты и жиры.

## Заболевания
1. Герпес
2. Заячья губа
3. Хейлит